# SN 2004G
SN 2004G – supernowa typu II odkryta 19 stycznia 2004 roku w galaktyce NGC 5668. W momencie odkrycia miała maksymalną jasność 17,20m.